# Шуралинский железоделательный завод
Шурали́нский железоделательный завод — железоделательный завод, основанный Никитой Демидовым. Находился в селе Шурала Екатеринбургского уезда Пермской губернии, действовал в 1716—1890 годах.

## Географическое положение
Завод был построен на реке Шурале, в двух верстах от впадения её в реку Нейву-Ницу, приток реки Туры, и в 5 верстах к югу от Невьянского завода, в 96 верстах к северу от Екатеринбурга.

## История создания
Завод строился на основании именного Указа Петра I от 8 марта 1702 г., в котором Никите Демидову разрешалось на пожалованной ему земле «леса рубить и уголье жечь и всякие заводы строить». Завод был необходим в качестве вспомогательного к Невьянскому заводу для переработки чугуна, выковывалось и полосовое железо из чугуна.
С 1769 года завод стал перерабатывать чугун из Верх-Нейвинского завода, находившегося от завода в 20 верстах.

## Оборудование завода
По данным академика И. Гмелина, посетившего завод в 1742 году, на заводе имелось 2 молотовые фабрики, в каждой из которых были по 2 кричных молота, 30 жилых домов. В середине XVIII века были построены вместо обветшалых молотовых фабрик две новые с 8 большекричными горнами и 4 кричными молотами, которые были указаны в Генеральном описании 1797 года. Плотина достигала длины в 307,2 метра, ширины в 23,5 метра и высоты в 8,5 метра.
По данным берг-инспектора П. Е. Томилова, завод в 1807 году имел каменную молотовую фабрику с 8 кричными молотами и 8 горнами, снабженными чугунными цилиндрическими мехами; 8 боевых водяных колес, 2 меховых водяных колеса. Земляная плотина, выложенная с нижней стороны серым камнем, достигала уже длины 533,4 метра, ширины внизу 34,1 метра, а с вверху 21,3 метра, высоты в 4,6 метра, пруд разливался в длину на 1,5 версты. В 1859 году на заводе стояло 8 кричных и 4 кузнечных горна, 9 водяных колес, а в 1860 году уже только 7 водяных колёс. После этого в 1880-х годах старые кричные горны заменены контуазскими и сокращены (технология кричного производства устарела), вместо наливных колес были установлены водяные турбины, старые кричные воздуходувные меха сменены на двудувные горизонтальные цилиндры, поставлены паровые машины.

## Численность завода
По данным второй ревизии 1747 года, при заводе числились 134 мужчины, из которых купленных заводовладельцами крепостных крестьян было 27 человек, пришлых, «положенных в оклад по переписям» — 102 человека, пришлых, «не помнящих родства» — 5 человек. В 1757 году при заводе и в деревне Федьковке и Рассошной, в которых проживали вспомогательные рабочие, насчитывалась 441 мужчин, из них собственных крепостных оставалось 27 человек, а прикрепленных к заводу по ревизским переписям 414 человека. В 1797 году при заводе уже числилось собственных заводовладельца — 167 человек и казенных — 32 человека (итого — 199 мужчин). Приписных крестьян завод не имел. В 1807 году численность завода выросла до 173 мастеровых рабочих и 35 государственных крестьян. Приписных крестьян не было, все работы выполнялись собственными и вольнонаемными рабочими. В 1860 году заводскими работами были заняты только 124 человека.

## Собственники завода
- Никита Демидов (1716—1725);
- Акинфий Никитич Демидов (1725—1745);
- Демидов, Никита Никитич (1745-1758);
- Демидов, Прокофий Акинфиевич (1758—1769);
- Яковлев, Савва Яковлевич (1769) / Верх-Исетский горный округ.

## Продукция
- 1760 — 18,3
- 1780 — 16,3
- 1800 — 22,7
- 1807 — 36,3
- 1822 — 35,4
- 1837 — 23,7
- 1851 — 19,1
- 1859 — 36,0
- 1860 — 25,1
- 1861 — 28,2
- 1862 — 38,6

В 1890-х годах в статистических данных завод как самостоятельное предприятие перестал упоминаться.